# 江蘇同曦大聖籃球倶楽部
江蘇同曦大聖籃球倶楽部（簡体字：江苏同曦大圣篮球俱乐部、英：Jiangsu Tongxi Monkey King Basketball Club、江蘇同曦モンキーキング）は、中華人民共和国・江蘇省常州市を本拠地とするプロバスケットボールチームである。中国プロバスケットボールリーグ所属。ホームアリーナは南京青奥体育公園。

## 歴史
2007年10月に南京同曦投資発展有限責任公司（南京同曦投资发展有限责任公司）が出資し創設。南京を本拠地、ホームアリーナは南京市江寧区スポーツセンター体育館。2008年からNBL（全国男子篮球联赛）に参加。2013年にCBAに参加準備として本拠地を安徽省合肥市に移す。2014年にNBLから2チームがCBAに昇格することとなり、重慶翺龍と共に昇格した。その際に本拠地は江蘇省常州市に移った。ホームアリーナは常州オリンピック・スポーツセンター・スタジアム、南京江寧スポーツセンター体育館の両施設を使用。

## 主な所属選手
- フォン・ウェイファー（2015-）
- ジェローム・ジョーダン (2015–)